# Élections législatives de 2017 dans la Meuse
Les élections législatives françaises de 2017 se déroulent les 11 et 18 juin 2017. Dans le département de la Meuse, deux députés sont à élire dans le cadre de deux circonscriptions.

## Élus
| Circonscription | Député sortant    | Parti | Parti | Député élu ou réélu | Parti | Parti |
| --------------- | ----------------- | ----- | ----- | ------------------- | ----- | ----- |
| 1re             | Bertrand Pancher  |       | UDI   | Bertrand Pancher    |       | UDI   |
| 2e              | Jean-Louis Dumont |       | PS    | Émilie Cariou       |       | LREM  |

## Rappel des résultats départementaux des élections de 2012
| Parti          | Parti                             | Premier tour | Premier tour | Second tour | Second tour | Sièges |
| Parti          | Parti                             | Voix         | %            | Voix        | %           | Sièges |
| -------------- | --------------------------------- | ------------ | ------------ | ----------- | ----------- | ------ |
|                | Parti radical                     | 17 489       | 21,34        | 24 667      | 31,36       | 1      |
|                | Union pour un mouvement populaire | 9 089        | 11,09        | 16 257      | 20,67       | 0      |
|                | Divers droite dont DLR et PCD     | 5 600        | 6,83         |             |             | 0      |
|                | Nouveau centre                    | 196          | 0,24         | 0           |             |        |
|                | Droite parlementaire              | 32 374       | 39,50        | 40 924      | 52,03       | 1      |
|                |                                   |              |              |             |             |        |
|                | Parti socialiste                  | 28 102       | 34,29        | 37 374      | 47,97       | 1      |
|                | Europe Écologie Les Verts         | 2 649        | 3,23         |             |             | 0      |
|                | Majorité présidentielle           | 30 751       | 37,52        | 37 374      | 47,97       | 1      |
|                |                                   |              |              |             |             |        |
|                | Front national                    | 15 000       | 18,30        |             |             | 0      |
|                | Front de gauche                   | 2 879        | 3,51         | 0           |             |        |
|                | Extrême gauche dont LO et NPA     | 957          | 1,17         | 0           |             |        |
|                |                                   |              |              |             |             |        |
| Inscrits       | Inscrits                          | 140 212      | 100,00       | 140 157     | 100,00      | 2      |
| Abstentions    | Abstentions                       | 57 046       | 40,69        | 58 304      | 41,6        |        |
| Votants        | Votants                           | 83 166       | 59,31        | 81 853      | 58,4        |        |
| Blancs et nuls | Blancs et nuls                    | 1 205        | 1,45         | 3 195       | 3,9         |        |
| Exprimés       | Exprimés                          | 81 961       | 98,55        | 78 658      | 96,1        |        |

## Résultats

### Résultats à l'échelle du département
|                                           |                                      |                           |                           |                          |                          |
|                                           |                                      | Premier tour 11 juin 2017 | Premier tour 11 juin 2017 | Second tour 18 juin 2017 | Second tour 18 juin 2017 |
|                                           |                                      |                           |                           |                          |                          |
|                                           |                                      | Nombre                    | % des inscrits            | Nombre                   | % des inscrits           |
| Inscrits                                  | Inscrits                             | 137 569                   | 100,00                    | 137 563                  | 100,00                   |
| Abstentions                               | Abstentions                          | 69 480                    | 50,51                     | 75 986                   | 55,24                    |
| Votants                                   | Votants                              | 68 089                    | 49,49                     | 61 577                   | 44,76                    |
|                                           |                                      |                           | % des votants             |                          | % des votants            |
| Bulletins blancs                          | Bulletins blancs                     | 1 275                     | 1,87                      | 4 753                    | 7,72                     |
| Bulletins nuls                            | Bulletins nuls                       | 458                       | 0,67                      | 1 983                    | 3,22                     |
| Suffrages exprimés                        | Suffrages exprimés                   | 66 356                    | 97,45                     | 54 841                   | 89,06                    |
|                                           |                                      |                           |                           |                          |                          |
| Étiquette politique                       | Étiquette politique                  | Voix                      | % des exprimés            | Voix                     | % des exprimés           |
|                                           |                                      |                           |                           |                          |                          |
|                                           | La République en marche              | 18 103                    | 27,28                     | 27 909                   | 50,89                    |
|                                           | Front national                       | 12 948                    | 19,51                     | 8 881                    | 16,19                    |
|                                           | Union des démocrates et indépendants | 10 477                    | 15,79                     | 18 051                   | 32,92                    |
|                                           | La France insoumise                  | 5 597                     | 8,43                      |                          |                          |
|                                           | Divers droite                        | 5 165                     | 7,78                      |                          |                          |
|                                           | Parti socialiste                     | 4 461                     | 6,72                      |                          |                          |
|                                           | Les Républicains                     | 3 498                     | 5,27                      |                          |                          |
|                                           | Écologiste                           | 1 974                     | 2,97                      |                          |                          |
|                                           | Divers                               | 872                       | 1,31                      |                          |                          |
|                                           | Debout la France                     | 860                       | 1,30                      |                          |                          |
|                                           | Parti communiste français            | 842                       | 1,27                      |                          |                          |
|                                           | Extrême droite                       | 615                       | 0,93                      |                          |                          |
|                                           | Extrême gauche                       | 536                       | 0,81                      |                          |                          |
|                                           | Régionaliste                         | 408                       | 0,61                      |                          |                          |
| Source : Ministère de l'Intérieur - Meuse |                                      |                           |                           |                          |                          |

### Résultats par circonscription

#### Première circonscription
Député sortant : Bertrand Pancher (Union des démocrates et indépendants).
|                                                                          |                                                                                           |                           |                           |                          |                          |
|                                                                          |                                                                                           | Premier tour 11 juin 2017 | Premier tour 11 juin 2017 | Second tour 18 juin 2017 | Second tour 18 juin 2017 |
|                                                                          |                                                                                           |                           |                           |                          |                          |
|                                                                          |                                                                                           | Nombre                    | % des inscrits            | Nombre                   | % des inscrits           |
| Inscrits                                                                 | Inscrits                                                                                  | 77 294                    | 100,00                    | 77 289                   | 100,00                   |
| Abstentions                                                              | Abstentions                                                                               | 38 539                    | 49,86                     | 42 277                   | 54,70                    |
| Votants                                                                  | Votants                                                                                   | 38 755                    | 50,14                     | 35 012                   | 45,30                    |
|                                                                          |                                                                                           |                           | % des votants             |                          | % des votants            |
| Bulletins blancs                                                         | Bulletins blancs                                                                          | 820                       | 2,12                      | 2 728                    | 7,79                     |
| Bulletins nuls                                                           | Bulletins nuls                                                                            | 278                       | 0,72                      | 1 293                    | 3,69                     |
| Suffrages exprimés                                                       | Suffrages exprimés                                                                        | 37 657                    | 97,17                     | 30 991                   | 88,52                    |
|                                                                          |                                                                                           |                           |                           |                          |                          |
| Étiquette politique                                                      | Étiquette politique                                                                       | Voix                      | % des exprimés            | Voix                     | % des exprimés           |
|                                                                          |                                                                                           |                           |                           |                          |                          |
|                                                                          | Bertrand Pancher (député sortant) Union des démocrates et indépendants (Les Républicains) | 10 476                    | 27,82                     | 18 051                   | 58,25                    |
|                                                                          | Diana André La République en marche                                                       | 10 333                    | 27,44                     | 12 940                   | 41,75                    |
|                                                                          | Corinne Kaufmann Front national                                                           | 7 599                     | 20,18                     |                          |                          |
|                                                                          | Guy Jeannesson La France insoumise                                                        | 3 597                     | 9,55                      |                          |                          |
|                                                                          | Arnaud Mac Farlane Parti socialiste                                                       | 1 616                     | 4,29                      |                          |                          |
|                                                                          | Jean-Marc Fleury Europe Écologie Les Verts (Parti communiste français)                    | 1 151                     | 3,06                      |                          |                          |
|                                                                          | Sylvie Frasez Debout la France                                                            | 860                       | 2,28                      |                          |                          |
|                                                                          | Gilles Latour Extrême droite (Union des Patriotes)                                        | 615                       | 1,63                      |                          |                          |
|                                                                          | Nathalie Thiébaut-Lamy Divers (Parti animaliste)                                          | 526                       | 1,40                      |                          |                          |
|                                                                          | Bruno Caille Régionaliste (Mouvement 100 % - Parti lorrain)                               | 397                       | 1,05                      |                          |                          |
|                                                                          | Éric Finot Lutte ouvrière                                                                 | 279                       | 0,74                      |                          |                          |
|                                                                          | Gilles Gobert Divers (Union populaire républicaine)                                       | 208                       | 0,55                      |                          |                          |
| Source : Ministère de l'Intérieur - Première circonscription de la Meuse |                                                                                           |                           |                           |                          |                          |

#### Deuxième circonscription
Député sortant : Jean-Louis Dumont (Parti socialiste).
|                                                                          | |                           |                           |                          |                          |
|                                                                          | | Premier tour 11 juin 2017 | Premier tour 11 juin 2017 | Second tour 18 juin 2017 | Second tour 18 juin 2017 |
|                                                                          | |                           |                           |                          |                          |
|                                                                          | | Nombre                    | % des inscrits            | Nombre                   | % des inscrits           |
| Inscrits                                                                 | Inscrits | 60 279                    | 100,00                    | 60 274                   | 100,00                   |
| Abstentions                                                              | Abstentions | 30 957                    | 51,36                     | 33 709                   | 55,93                    |
| Votants                                                                  | Votants | 29 322                    | 48,64                     | 26 565                   | 44,07                    |
|                                                                          | |                           | % des votants             |                          | % des votants            |
| Bulletins blancs                                                         | Bulletins blancs                                                                                                | 462                       | 1,58                      | 2 025                    | 7,62                     |
| Bulletins nuls                                                           | Bulletins nuls                                                                                                  | 162                       | 0,55                      | 690                      | 2,60                     |
| Suffrages exprimés                                                       | Suffrages exprimés                                                                                              | 28 698                    | 97,87                     | 23 850                   | 89,78                    |
|                                                                          | |                           |                           |                          |                          |
| Étiquette politique                                                      | Étiquette politique                                                                                             | Voix                      | % des exprimés            | Voix                     | % des exprimés           |
|                                                                          | |                           |                           |                          |                          |
|                                                                          | Émilie Cariou La République en marche                                                                           | 7 777                     | 27,10                     | 14 969                   | 62,76                    |
|                                                                          | Éric Vilain Front national                                                                                      | 5 349                     | 18,64                     | 8 881                    | 37,24                    |
|                                                                          | Jérôme Dumont Divers droite (Les Républicains diss.)                                                            | 5 181                     | 18,05                     |                          |                          |
|                                                                          | Pierre Regent Les Républicains                                                                                  | 3 500                     | 12,20                     |                          |                          |
|                                                                          | Jean-Louis Dumont (député sortant) Parti socialiste                                                             | 2 848                     | 9,92                      |                          |                          |
|                                                                          | Michaël Clément La France insoumise                                                                             | 2 000                     | 6,97                      |                          |                          |
|                                                                          | François-Xavier Franceschini Parti communiste français                                                          | 842                       | 2,93                      |                          |                          |
|                                                                          | Yves Dhyvert Écologiste (Mouvement écologiste indépendant - Confédération pour l'homme, l'animal et la planète) | 810                       | 2,82                      |                          |                          |
|                                                                          | Marcel Périn Lutte ouvrière                                                                                     | 257                       | 0,90                      |                          |                          |
|                                                                          | Maryse Vasseur Divers (Union populaire républicaine)                                                            | 134                       | 0,47                      |                          |                          |
| Source : Ministère de l'Intérieur - Deuxième circonscription de la Meuse | |                           |                           |                          |                          |